# La Dernière Énigme (téléfilm, 2006)
Pour les articles homonymes, voir La Dernière Énigme (homonymie).
La Dernière Énigme (Sleeping Murder) est un téléfilm britannique de la deuxième série télévisée Miss Marple, réalisé par Edward Hall, sur un scénario de Stephen Churchett, d'après le roman La Dernière Énigme d'Agatha Christie.
Ce téléfilm, qui constitue le 5e épisode de la série (1er épisode de la 2e saison), a été diffusé pour la première fois au Royaume-Uni le 5 février 2006 sur le réseau d'ITV.

## Résumé
Gwenda, jeune femme fiancée à Charles Van Stone, débarque des Indes pour s'établir en Angleterre. Son fiancé a chargé un de ses employés, Hugh Hornbeam, de s'occuper d'elle en attendant qu'il arrive pour leur mariage. Elle recherche une maison pour y fonder leur famille. Par hasard, elle repère à Dillmouth une villa nommée Hillside, démodée mais charmante, qu'elle achète sans hésiter une seconde car correspondant exactement à ce qu'elle voulait.
Gwenda s'y sent chez elle dès le premier instant, chaque pièce évoque en elle des souvenirs confus… Tout d'abord, elle demande à percer une porte entre deux pièces. Le chef des ouvriers tâte le mur et lui apprend qu'il y a longtemps, une porte était là mais a été murée. Puis, elle exprime le souhait de mettre du papier peint avec des coquelicots et des bleuets dans une chambre, et découvre que ce papier peint était celui d'avant... Perturbée par cette découverte, elle s'enfuit et trébuche en descendant les escaliers, mais en voulant se relever, elle croit alors voir à travers les barreaux de la rambarde le corps d'une jeune femme étranglée au rez-de-chaussée. Gwenda étant perturbée par ces coïncidences et cette hallucination, Hugh contacte Miss Marple sur les ordres de son patron qui lui demande de trouver un détective "ou quelqu'un qui aurait l'air de prendre l'affaire au sérieux". Hornbeam fait donc venir la vieille dame afin de les aider à résoudre ce mystère.
Alors qu'elle assiste en compagnie de Hugh et de Miss Marple à une représentation de La Duchesse de Malfi, Gwenda est prise de terreur. La réplique d'un acteur et une scène mimant l'étranglement d'une femme éveille en elle un terrible souvenir : la vue depuis le haut de l'escalier d'une ombre venant d'étrangler une jeune femme appelée Helen. Qui sont-ils ?
Le jeune couple se met en quête de la vérité, soutenu par Miss Marple. Bien que Gwenda soit persuadée de ne jamais être venue en Angleterre avant aujourd'hui, Miss Marple émet l'hypothèse que les "visions" de la jeune femme soient en fait des souvenirs de son enfance passée dans cette maison.
Fouillant avec Hugh dans les papiers du notaire qui lui a vendu la maison, Walter Fane, Gwenda découvre alors avec stupeur que la demeure avait autrefois été achetée par son père, Kelvin Halliday. Quand elle était enfant, son père et elle l'auraient habitée pendant deux ans après la mort de sa mère, jusqu'à ce que la mort de Kelvin entraine le renvoi de Gwenda en Inde. Grâce à Miss Marple, la jeune femme retrouve la cuisinière en poste à Hillside quand elle était petite, Edith Pagett. Celle-ci lui apprend que son père, après la mort de sa femme Claire Halliday dans un accident de voiture aux Indes, était rentré en Angleterre et s'était lié à une jeune femme effectivement prénommée Helen Mardsen. Cette dernière était membre d'une troupe de théâtre saisonnière (Les Funnybones) et Kelvin l'avait même demandée en mariage. Néanmoins, Helen avait disparu la veille de la cérémonie et le jour des noces, on l'avait attendue en vain. Pour avoir plus de détails, Mme Pagett leur conseille d'aller parler à l'oncle de Gwenda, le psychiatre James Kennedy qui n'habite pas loin. Le frère de sa mère lui apprend alors qu'Helen avait envoyé une carte postale quelques mois après sa disparition pour demander à Kelvin de ne pas la chercher. Fou de désespoir, son père se serait alors suicidé en se jetant d'une falaise.
Néanmoins, en plus de mentionner cette carte qui prouverait qu'Helen est partie de son plein gré et serait donc encore en vie, le Docteur Kennedy leur montre aussi une photographie d'Helen. Or, Gwenda reconnaît formellement la femme qu'elle a vue se faire étrangler. À partir de ce moment, la jeune femme est désormais sûre et certaine d'avoir assisté au meurtre d'Helen Marsden. Elle est prête à tout pour retrouver le coupable.
Accompagnée de Hugh et Jane Marple, elle parle avec tous les membres de la troupe des Funnybones (Dickie et Janet Erskine, Jackie Afflick, Evy Valentyne) mais aussi au notaire Walter Fane qui se trouvait être un ami proche d'Helen, et parallèlement, Gwenda en profite pour se rapprocher du frère de sa mère, le Dr Kennedy.
Mme Pagett ayant révélé qu'à l'époque de la disparition d'Helen l'ancienne femme de chambre chargée de s'occuper de Gwenda, Lily Tutt, prétendait avoir "vu des choses très étranges", une annonce est publiée dans le journal pour la retrouver. Finalement, Lilly finit par prendre contact avec le Docteur Kennedy pour lui demander conseil après avoir découvert l'annonce du journal et ce dernier lui répond pour lui proposer de venir témoigner chez lui en prenant le train qui s'arrête à la gare proche de son cabinet, mais alors que Miss Marple et les autres l'attendent chez le psychiatre, son corps étranglé est retrouvé ailleurs, sur un chemin menant à une gare différente. Contrairement aux instructions du Dr Kennedy (confirmées par la lettre ayant été retrouvée dans la poche de Lilly), elle aurait pris un train différent et serait descendue plus tôt à une autre gare pour une raison inconnue. Pourquoi aurait-elle changé ses plans ?
De plus, l'inspecteur autrefois chargé de l'affaire annonce les résultats de Scotland Yard quant à l'analyse de la carte postale entre-temps retrouvée par Mrs Pagett et signée par Helen : l'étude comparative entre l'écriture de cette dernière et celle d'un mot affectueux signé par Helen au Dc Kennedy (précédemment retrouvé fortuitement par Miss Marple en retournant une photo de la jeune femme conservée par le psychiatre) serait positive. L'écriture de ces deux mots serait identique, Helen aurait donc bien écrit la carte et serait donc bien vivante!
De son côté, le mari de Lily Tutt leur révèle que Lily ne croyait pas au départ volontaire d'Helen, "à part si elle était partie au Pôle Nord" selon sa propre expression. Pour elle, Helen aurait été assassinée. Gwenda en conclut qu'elle avait remarqué que le meurtrier présumé d'Helen s'était trompé en emportant les vêtements de la jeune femme. Voulant faire croire à son départ précipité, il aurait dans l'urgence emporté ses vêtements d'hiver au lieu de prendre ses vêtements d'été.
Alors où se trouve la vérité? Helen est-elle vivante comme le prouve la carte ou est-elle morte comme le pensent Gwenda et Lily?
Persuadée que Gwenda a bien assisté à un meurtre, Miss Marple décide de réunir tous les gens liés à Helen et Kelvin pour leur exposer la vérité.
Quand tous les autres membres de l'intrigue sont présents, la vérité éclate: on apprend ainsi que Dick Erskin, le mari de Janet, ne peut pas avoir d'enfant et que c'est le notaire Walter Fane qui est en réalité le père de George. 
De son côté, la nuit de la disparition d'Helen, Evy Valentine avait fait une tentative de suicide en prenant les cachets illégaux vendus par Afflick dont elle était à l'époque amoureuse. Le Dc Kennedy l'aurait alors soignée et veillée toute la nuit. 
Pourtant, Miss Marple fait remarquer qu'en dépit de ses allégations, l'alibi de James Kennedy n'est pas confirmé. Il aurait très bien pu revenir tuer Helen dans la nuit sans qu'Evy, alors inconsciente, s'en rende compte.
Ayant éveillé le doute sur l'alibi du Dc Kennedy, Miss Marple leur dévoile alors franchement la vérité.

### Dénouement et révélations finales
Claire Halliday, la mère de Gwenda, avait été renvoyée de son poste de gouvernante parce qu'elle volait. Au moment où elle rencontra son mari, elle travaillait dans un night club où elle volait parfois des objets de valeur aux clients pour arrondir ses fins de mois ; après son mariage rapide avec Kelvin, elle accoucha de Gwenda et arrêta ses pratiques. Mais l'inspecteur chargé d'enquêter sur ses vols commença à la harceler.
Claire et Kelvin, sentant l'étau de la police se resserrer, imaginèrent alors un plan : simuler un accident en poussant la voiture de Claire dans un ravin pour faire croire à sa mort afin que Claire puisse quitter incognito les Indes et se réfugier en Angleterre sous une nouvelle identité, celle d'Helen Marsden. 
Helen et Claire sont donc une seule personne, la mère de Gwenda ! 
De son côté, Kelvin, se prétendant submergé par le chagrin, la rejoignit plus tard sur le continent, où ils simulèrent une rencontre fortuite et prévirent de se marier de nouveau. Malheureusement, une fois fiancés, Kelvin fit l'erreur d'annoncer leur mariage dans le Times, ce qui attira l'attention du frère de Claire/Helen, James Kennedy. Kelvin ignorait alors que James nourrissait envers Claire des désirs incestueux et que c'était une des raisons qui avaient poussé la jeune femme à fuir aux Indes.
Après l'annonce dans le Times du mariage entre Kelvin et Helen, James, toujours obsédé par sa défunte sœur, décida de connaître l'homme qui l'avait épousée et eut alors la surprise de reconnaître sa sœur Claire dans la peau d'Helen Marsden, la nouvelle fiancée de son beau-frère. Bien qu'acceptant de jouer le jeu en faisant semblant de ne pas la reconnaître, James continua de nourrir des sentiments pour sa sœur et la situation dérapa la veille de son mariage. En effet, ce soir-là, Claire/Helen et Kelvin réalisèrent que leur plan n'avait finalement pas fonctionné: la police indienne avait non seulement compris qu'elle était encore en vie mais un inspecteur l'avait aussi poursuivie jusqu'en Angleterre. Comprenant qu'elle prendrait certainement de nouveau la fuite et sortirait encore de sa vie, James profita de l'absence de Kelvin pour lui demander de lui donner un "véritable baiser d'amour". Mais Claire se débattant et refusant toujours catégoriquement de commettre un inceste, James l'étrangla dans un accès de rage sans savoir qu'en haut des escaliers la petite Gwenda le regardait. 
Puis, cherchant à couvrir son crime et Kelvin refusant toujours de croire au départ volontaire de Claire, il écrivit la carte postale demandant de ne pas la chercher et la mit en circulation après avoir poussé Kelvin du haut d'une falaise. La carte et le prétendu autographe d'Helen encensant James et clamant son amour pour lui était bien écrit par la même personne, non pas Helen mais Kennedy lui-même. L’homme a aussi tué Lilly, échangeant les lettres avec les différentes indications au moment du meurtre, ce qui explique qu'elle ait pris un train plus tôt et sur une autre ligne, ce qui lui offrait le temps de commettre le meurtre avant de se construire un alibi en "l'attendant" plus tard avec les autres.
Devant l'insistance de sa nièce, il avoue avoir enterré sa mère au bord d'une falaise près de la mer, un endroit où il avait déjà emmené Gwenda se promener l'air de rien, prétendant même qu'il s'agissait de son endroit préféré. Cette dernière va donc se recueillir sur la tombe de fortune de sa mère. Sous les encouragements de Miss Marple, Hugh se déclare à la jeune femme et le nouveau couple décide de se marier brisant ainsi les fiançailles de Gwenda avec Charles.

## Fiche technique
- Titre français : La Dernière Énigme
- Titre original : Sleeping Murder
- Réalisation : Edward Hall
- Scénario : Stephen Churchett, d'après le roman La Dernière Énigme (1976) d'Agatha Christie
- Décors : Rob Harris
- Costumes : Frances Tempest
- Photographie : Alan Almond
- Montage : Adam Recht
- Musique : Dominik Scherrer
- Casting : Susie Parriss
- Production : Matthew Read
- Production déléguée : Michele Buck, Phil Clymer, Rebecca Eaton et Damien Timmer
- Sociétés de production : Granada, WGBH Boston et Agatha Christie Ltd.
- Durée : 93 minutes
- Pays d'origine :  Royaume-Uni
- Langue originale : anglais
- Genre : Policier
- Ordre dans la série : 5e épisode - (1er épisode de la saison 2)
- Première diffusion :
  -  Royaume-Uni,  États-Unis : 5 février 2006 sur le réseau d'ITV

## Différences entre l'épisode de la série et le roman original
L'adaptation a fait l'objet de nombreuses modifications par rapport au roman original.
Ainsi, tout ce qui concerne la troupe des « The Funnybones » n'existe pas dans le roman ; le Dr Kennedy est devenu le demi-frère de la première épouse de Kelvin (dont le prénom a été changé de Megan en Claire).
La plus grande différence concerne la fin, où l'on révèle que la mère de Gwenda et sa belle-mère ne sont qu'une seule et même personne.